# Claude Farrère
Claude Farrère, egentligen Frédéric-Charles Bargone, född 27 april 1876 i Lyon, död 21 juni 1957 i Paris, var en fransk författare.

## Biografi
Farrères far var överste och sonen gick i sin fars fotspår och började sin militära karriär 1894 då han antogs till École navale. Han befordrades till enseigne de vaisseau 1899, blev löjtnant 1906 och kapten 1918. Året efter lämnade han flottan för att helt ägna sig åt sitt författarskap. Han hade då redan fått Goncourtpriset för sin roman Les Civilisés.
År 1933 engagerade sig Farrère i Comité français pour la protection des intellectuels juifs persécutés, en organisation som arbetade för att skydda judiska intellektuella undan förföljelse, och begärde att Frankrike skulle välkomna judar som flydde från Tyskland, såväl av barmhärtighetsskäl som för Frankrikes eget bästa, det vore till gagn för Frankrike att ta emot dem på samma sätt som Tyskland hade tagit emot franska protestanter som givit sig av i samband med upphävandet av ediktet i Nantes 1685.
Den 6 maj 1932, när Paul Gorgulov mördade Paul Doumer, kastade sig Farrère i vägen och skottskadades i ena armen av två kulor. Doumer avled dagen efter.
Claude Farrère invaldes i franska akademien den 28 mars 1935, samtidigt som André Bellessort och Jacques Bainville och slog sin konkurrent till Louis Barthous plats 28, Paul Claudel, med fem röster.